# MAGNET MACROLINK
MAGNET MACROLINK（マグネット マクロリンク）はUDリバース株式会社が提供していた小説投稿サイト、ならびに単行本レーベル。

## 概要

### 小説投稿サイト
2018年5月10日に正式サービスを開始した。旧名称はマグネット！であり、2019年4月1日に行われたサイトリニューアルに合わせて現在の名称に変更された。

作者登録を行うことで、小説をウェブ上に公開することができる。
基本的に利用料は無料で読み放題だが、本サイトの大きな特徴として、公式連載という形での投稿となっている作品があり、これらの作品の有料パートの閲覧には無料で配布されるレンタルチケットや有料で購入する購読権が必要となる。
『カクヨム』や『小説家になろう』などと同じく、新人発掘のための文学賞を開催しており、中でも『「マグネット！」小説コンテスト』は最も大規模なコンテストである。後述の公式連載作品や書籍化作品はこれらのコンテストの受賞作であることが多い。
2019年11月の『「MAGNET MACROLINK」の現状と今後について』の発表に伴い、サイトの方針が大幅に変更された。
- 「マグネットマクロリンク」レーベルの刊行休止
- 出版確約を賞特典としたコンテストの中止
- 公式連載の方針の見直し（承諾した著者の作品のみ公式連載として残る形となる）
- サイト運営方針を自由投稿を重視した「運営による干渉を最小限に抑える方針」に変更

2023年7月10日24時をもってサービス終了となり、投稿データなどもすべて削除される。

### 単行本レーベル
2019年4月3日に創刊した。原則として上述の小説投稿サイトに投稿されている作品が刊行されている。
また、二種類のカラーで分類が行われており、より男性が楽しめるものをBLUE、より女性が楽しめるものをREDとしている。これは公式連載でも同様である。
2019年9月3日刊行分をもって無期限の休刊となっている。

## 公式連載作品一覧
2020年（令和2年）4月5日現在
| タイトル                                                 | 著者          | カラー |
| -------------------------------------------------------- | ------------- | ------ |
| ヴァーヴス・ストラグル                                   | 天晶 耀       | BLUE   |
| 花嫁騎士 ～勇者を寝取られたわたしは魔王の城を目指す～    | クラン        | RED    |
| ホルマリン漬けの銃弾                                     | SIRO          | BLUE   |
| 魔女的エクアージュ～失恋の腹いせに世界を破滅させる物語～ | 由斐レギナ    | RED    |
| 魔法少女カスミナールと下僕になった不死身の剣士           | 超新星 小石   | BLUE   |
| 身売りっ娘 俺がまとめて面倒見ますっ！                    | エール        | BLUE   |
| fault - milestone one                                    | 斎藤 ゆうすけ | BLUE   |
| 黒疫(くろえ)                                             | くろすろおど  | BLUE   |
| クライン工房へようこそ！                                 | 雨宮ソウスケ  | 不明   |
| 異世界スポーツ～レトロゲーマーこそ最強です～             | 三木なずな    | 不明   |

## 刊行済作品一覧
2019年（令和元年）11月14日現在
| タイトル                                                     | 著者        | イラスト     | カラー | 巻数 |
| ------------------------------------------------------------ | ----------- | ------------ | ------ | ---- |
| エスパーチョンカ！                                           | ちぇり      | あいざわさち | BLUE   | 1    |
| 王女様は嘘がお好き                                           | 瀬峰りあ    | 菅野紗由     | RED    | 1    |
| かさでん！～雨降る街の傘の伝説～                             | 渡辺 屋     | せれいてる   | BLUE   | 1    |
| さきゅばす☆の～と！                                          | 緋雁        | Riv・Makxma  | BLUE   | 1    |
| ノブリス・オブリージュ～引きこもり令嬢が何故聖女と呼ばれたか | 剥製ありす  | ふーぷ       | BLUE   | 2    |
| 身売りっ娘 俺がまとめて面倒見ますっ！                        | エール      | 幸餅きなこ   | BLUE   | 1    |
| 夢喰いの魔女 ～帝国軍古書館に魔女は棲む～                    | 野口祐加    | 野口祐加     | RED    | 1    |
| 魔法少女カスミナールと下僕になった不死身の騎士               | 超新星 小石 | YAGO         | BLUE   | 1    |